# Pierre Cally
Pierre Cally, né le 25 septembre 1630 à Ménil-Hubert, mort le 31 décembre 1709 à Caen, est un prêtre catholique et philosophe français, l'un des premiers promoteurs du cartésianisme.

## Biographie
Il fit sa philosophie à Caen vers 1655, puis alla faire sa théologie à Paris. En 1660, il fut engagé comme professeur de philosophie par Antoine Halley, principal du collège du Bois à Caen. Il se lia dans cette ville avec Pierre-Daniel Huet, qui l'initia à la philosophie de Descartes, mais ils se brouillèrent ensuite, car Cally devint un fervent partisan de cette philosophie, tandis qu'Huet se retourna contre elle. Cally fut le premier en France qui osa l'enseigner dans un collège, d'abord à titre d'hypothèse, ensuite ouvertement. En 1674, il fit imprimer une introduction à la philosophie, Institutio philosophiæ, où il soutenait notamment la thèse cartésienne de l'identité de la substance corporelle et de l'étendue. En 1675, il fut nommé principal du collège des Arts par la faculté des arts ; il y professa encore un cours de philosophie, et fit reconstruire une partie du bâtiment qui était en ruine.
Mais en 1677, la faculté de théologie de Caen (après celle d'Angers en 1675) fit interdire par un décret l'enseignement du cartésianisme dans l'université : cette philosophie, soutenaient ses détracteurs, rendait impossible le dogme de la transsubstantiation proclamé par le concile de Trente. En 1680, le Père Louis Le Valois, qui professait la philosophie au collège des jésuites de la ville, publia sous le pseudonyme de « Louis de la Ville » un ouvrage intitulé Sentiments de M. Descartes touchant l'essence et les propriétés des corps, opposés à la doctrine de l'Église, et conformes aux erreurs de Calvin sur l'Eucharistie, avec une dissertation sur la prétendue possibilité des choses impossibles. Cally négligea d'abord d'y répondre, puis, pressé par des amis, il en fit une réfutation en latin qui resta manuscrite.
Vers le même temps, le duc de Montausier, gouverneur du Grand Dauphin, faisait travailler d'éminents érudits du royaume sur les auteurs classiques (les éditions « ad usum Delphini ») : Cally fut chargé d'une édition commentée de la Consolation de Philosophie de Boèce, qui fut imprimée en 1680.
En 1684, il fut nommé curé de la paroisse Saint-Martin de Caen par la supérieure de l'abbaye de la Trinité (ou abbaye aux Dames). Il se soucia d'établir un dialogue avec les protestants, nombreux dans la région, avec l'objectif de les rallier à l'Église, et organisa avec eux des conférences bihebdomadaires dans son presbytère. Mais en 1686 le nouvel intendant de la généralité, Armand-Jacques de Gourgues, l'accusa à la fois d'enseigner le cartésianisme et de favoriser les protestants ; il fut exilé à Moulins par lettre de cachet, et ne put rentrer dans sa cure que fin 1688.
En 1689, Pierre-Daniel Huet publia sa Censura philosophiæ Cartesianæ, ce qui brouilla définitivement les deux hommes. Cally reprit la réfutation latine qu'il avait faite de l'ouvrage du Père Le Valois, la traduisit en français et la développa, en la présentant comme un commentaire de la doctrine de Guillaume Durand de Saint-Pourçain (dominicain du début du XIVe siècle) sur l'Eucharistie ; il y défendait en fait la doctrine cartésienne en la matière. Il envoya d'abord le texte à Jacques Basnage de Beauval (un pasteur protestant normand qui avait été son disciple, et qui s'était réfugié en Hollande en 1685) ; puis il chargea un imprimeur de Caen d'en tirer soixante exemplaires, pour les diffuser à titre privé parmi ses relations, mais l'imprimeur se fit fort d'obtenir les approbations nécessaires, et le convainquit de le laisser tirer huit cents exemplaires pour les vendre (publication sous le pseudonyme de « Pierre Marteau », faussement localisée à Cologne, en 1700).
La publication suscita une levée de boucliers, et le 30 mars 1701, l'évêque de Bayeux, François de Nesmond, rendit publique une instruction pastorale condamnant comme hérétiques dix-sept propositions du Durand commenté. Cally adhéra d'emblée à la condamnation et rédigea le 21 avril une rétraction qui fut jointe à l'instruction, et les deux furent diffusées pour être lues aux prônes des paroisses. Cally lui-même, dispensé par l'évêque de cette lecture, tint pourtant à la faire devant ses paroissiens. Il s'efforça de récupérer le plus d'exemplaires possible de l'ouvrage et de les détruire.
Il a publié son enseignement philosophique complet en quatre volumes sous le titre Universa philosophiæ institutio (Caen, 1695, dédicace à Bossuet). D'autre part, il a fait imprimer une partie de ses prônes en un volume sous le titre Discours en forme d'homélies sur les miracles de Notre Seigneur Jésus-Christ qui sont dans l'Évangile (Caen, 1703).   

## Publications
- Primum philosophiæ perficiendæ rudimentum, anthropologia sive tractatio de homine, Caen, chez J. Cavelier, 1683.
- Universa philosophiæ institutio, Caen, chez J. Cavelier, 1695 (4 vol.).
- Anicii Manlii Severini Boethii Consolationis Philosophiæ libros V interpretatione et notis illustravit Petrus Callyus, Paris, chez Fr. Léonard, 1695.
- Durand commenté, ou Accord de la philosophie avec la théologie touchant la transsubstantiation de l'Eucharistie, « Cologne » (i.e. Caen), 1700.